# امب، هند
امب، هند (به انگلیسی: Amb, India) یک منطقهٔ مسکونی در هند است که در هیماچال پرادش واقع شده‌است.

## خصوصیات
امب ۵٬۰۰۰ نفر جمعیت دارد و ۴۷۸ متر بالاتر از سطح دریا واقع شده‌است.